# 韓尚勲
韓 尚勲（ハン・サンフン、한상훈、1988年5月16日 - ）は韓国の囲碁棋士。慶尚南道晋州出身、金原七段門下、韓国棋院所属、九段。沖岩高等学校卒業。プロ入り直後にLG杯世界棋王戦に準優勝して注目された。ORO 3040囲碁チャンピオンシップ優勝。李昌鎬に似た粘り強い棋風といわれる。

## 経歴
8歳で囲碁を覚え、小学3年で金原囲碁道場に入門。2006年に10回目の入段試験で、18歳の年齢制限ぎりぎりで入段。
2007年韓国囲碁リーグ出場、王位戦挑戦者決定戦進出、三星火災杯世界オープン戦でベスト8。続いてLG杯世界棋王戦において、柳時熏、古力ら実力者を破り決勝に進出し、世界戦初の初段での決勝進出として世界を驚かせた。同年二段、囲碁大賞新鋭棋士賞受賞。2008年、電子ランド杯王中王戦青龍部優勝、LG杯決勝で李世乭に1-2で敗れて準優勝となり、これにより三段へ昇段。同年、ワールドマインドスポーツゲームズ男子団体戦優勝、SKガス杯新鋭プロ十傑戦4位。2009年四段、名人戦リーグ入り。2010年五段。2014年七段。2017年八段。2020年、ORO 3040囲碁チャンピオンシップ優勝、九段。
韓国棋士ランキングでは2010年末17位。2014年には中国乙級リーグ戦に出場。

### 主な棋歴
国際棋戦
- LG杯世界棋王戦 準優勝 2008年
- 三星火災杯世界オープン戦 ベスト8 2007年
- 国際新鋭囲碁対抗戦 2007年 2-1、2009年 2-1
- ワールドマインドスポーツゲームズ 2008年 男子団体戦優勝

国内棋戦等
- ORO 3040囲碁チャンピオンシップ 2020年優勝
- 電子ランド杯王中王戦 2008年青龍部優勝
- SG杯ペア碁大会 2011年優勝（金美里とペア）
- 韓国囲碁リーグ
  - 2007年（大房ノーブルランド）4-7
  - 2008年（ワールド建設）9-5
  - 2009年（ソウル真露）4-7
  - 2010年（新安天日塩）7-8
  - 2011年（新安天日塩）7-7
  - 2012年（新安天日塩）10-8
  - 2013年（KiXX）4-8
  - 2014年（ポスコケムテク）11-3
  - 2017年（新安天日塩）2-13
  - 2018年（新安天日塩）10-4
  - 2019-20年（セルトリオン）3-11
  - 2020-21年（KiXX）5-1
  - 2021-22年（KiXX）7-9
  - 2022-23年（ポスコフューチャーM）0-3
  - 2023-24年（正官庄天鹿）0-2
- 中国囲棋乙級リーグ戦
  - 2014年（雲南建工）3-4